# Cake (2005)
Cake (Brasil: Cake - A Receita do Amor ) é um filme de comédia romântica canado-estadunidense dirigido por Nisha Ganatra e lançado em 2005.